# Concerto per violoncello e orchestra n. 1 (Dvořák)
Il Concerto per violoncello in La maggiore, B. 10 è il primo concerto per violoncello e orchestra del compositore ceco Antonín Dvořák, scritto nel 1865 e lasciato non completato nella versione per violoncello e pianoforte.

## Storia
Il concerto per violoncello in la maggiore fu scritto nel 1865 per Ludevit Peer, violoncellista ex collega di Dvořák nell'orchestra del Teatro Provvisorio di Praga e dedicatario dell'opera. Come accaduto anche alla coeva Sinfonia n. 1, l'autografo della versione originale (per violoncello e pianoforte) andò perduto ed è stato riscoperto in Germania 60 anni dopo: l'autografo era stato completato il 30 giugno e dato in visione a Peer, che probabilmente lo tenne per sé, senza restituirlo, portandolo in Germania dove il violoncellista si era trasferito definitivamente. Sembra che Dvořák abbia dimenticato questo concerto, infatti non venne mai da lui incluso nell'elenco delle sue opere. Adesso la partitura autografa del concerto si trova al British Museum di Londra.
Dopo la riscoperta dell'autografo, il concerto in la maggiore è stato sottoposto a tre diverse revisioni: la prima da parte di Jan Burian (1929), la seconda si deve a Günter Raphael (1929) e la terza da parte del violoncellista Miloš Sádlo assieme al compositore Jarmil Burghauser (anni settanta).
Raphael orchestrò e modificò fortemente il lavoro intorno al 1920, rendendolo più suo che di Dvořák. Il concerto è stato lasciato senza l'arrangiamento dell'orchestra, presentando solo una partitura per pianoforte. La durata della versione originale è di circa 55  minuti, dato che i movimenti esterni durano oltre 20 minuti l'uno, mentre il movimento lento dura circa 8 minuti.
Il 1970 ha conosciuto un altro editore di questo lavoro, l'esperto dei lavori di Dvořák Jarmil Burghauser. Egli, insieme al violoncellista Miloš Sádlo, preparò un'altra versione del concerto. Questa volta la rielaborazione fu limpida. La nuova edizione venne pubblicata in due versioni: In una partitura originale per pianoforte (con i tagli appropriati che corrispondono alla versione per orchestra), ed una versione orchestrata in cui il primo e l'ultimo movimento sono tagliati poiché ritenuti troppo lunghi.
Oggi, si possono trovare circa tre versioni di questo pezzo, dato che ci sono due versioni disponibili della Supraphon (quella originale e quella di Burghauser), e quella di Stevene Isserlis, che si concilia con la versione di Raphael.
Nel 1981 la prima a Northampton (contea di Bucks) è stata diretta da Colin Davis (direttore d'orchestra) con Heinrich Schiff.

## Discografia
- Supraphon Label
  - Jiří Bárta, Cello. [Versione originale per violoncello e pianoforte].
  - Miloš Sádlo, Cello. [Versione di Jarmil Burghauser].
- Koch Classics
  - Werner Thomas-Mifune, Cello. Burghauser version.